# Vladimir Horowitz

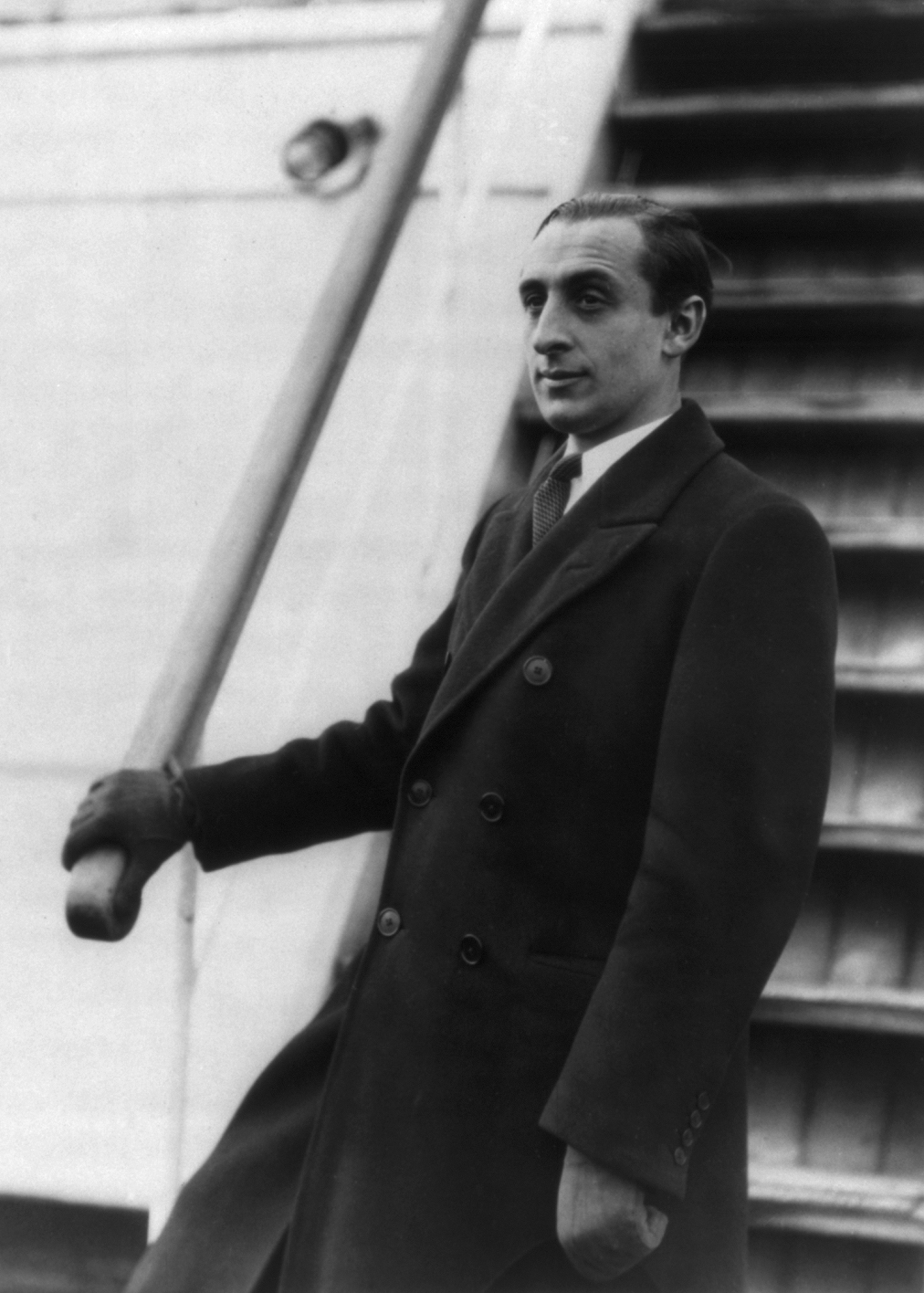
Vladimir Horowitz

Vladimir Samoylovych Horowitz (Russo: Владимир Самойлович Горовиц, Kiev, 1 de outubro de 1903 – Nova Iorque, 5 de novembro de 1989) foi um pianista judeu-ucraniano mais tarde naturalizado norte-americano. É considerado como um dos mais brilhantes pianistas de todos os tempos, devido à sua excepcional técnica aliada às suas performances contagiantes. Destacou-se pelo seu toucher sem igual, pelo controle dinâmico excepcional e pela sua mecânica única. As suas interpretações mais conhecidas e tidas como inigualáveis se referem às obras que variam do barroco Domenico Scarlatti, passando pelos românticos Chopin, Schumann, Liszt e chegando ao moderno Prokofiev.

## Vida
Horowitz diz que nasceu em Kiev, Império Russo, mas algumas fontes indicam que ele nasceu em Berdichev. Sua prima Natasha Saitzoff, em uma entrevista concedida em 1991, confirma que Horowitz nasceu em Kiev.
Ele nasceu em 1903, mas para evitar o serviço militar e assim evitar lesionar suas mãos, seu pai declarava que seu filho nascera em 1904 (este fictício ano de nascimento ainda é encontrado em algumas fontes de referência, mas de fato Horowitz nasceu em 1903, como ele mesmo depois declarou).
Horowitz teve aulas de piano precocemente, inicialmente dadas por sua mãe, a qual era uma grande pianista. Em 1912 ele ingressou no Conservatório de Kiev, onde teve aulas com Vladimir Puchalsky, Sergei Tarnowsky, e Felix Blumenfeld. Deixou o conservatório em 1919 e tocou o Concerto para piano  n° 3 de  Rachmaninoff na sua colação de grau (fontes divergem sobre a data e veracidade). Seu primeiro recital solo aconteceu em 1920 (fontes divergem).
Seu talento se destacou e foi reconhecido rapidamente, e então começou a fazer apresentações pela Rússia, onde frequentemente era pago com pão, manteiga e chocolate em vez de dinheiro, devido à miséria econômica vivida no país. Durante o período de 1922 a 1923, ele fez apresentações de 23 concertos de onze diferentes repertórios em Leningrado.
Em 1925, recebeu permissão para sair da Rússia  a pretexto de estudar com o pianista austríaco Artur Schnabel. Mas já estava decidido a não voltar.
Em 18 de dezembro de 1925, fez sua primeira apresentação fora de seu país, em Berlim. Fora selecionado pelo governo soviético para representar a Ucrânia na Competição Internacional de Piano Frédéric Chopin em 1927, mas, já decidido a ficar no Ocidente, não participou do concurso. Tocou em Paris, Londres e, por fim, na cidade de Nova York, em 12 de janeiro de 1928, no Carnegie Hall.
Horowitz tornou-se um cidadão americano em 1945.

### Carreira nos Estados Unidos
Em 1932, Horowitz tocou pela primeira vez com o regente Arturo Toscanini em uma apresentação do Concerto para piano n.º 5, de Beethoven. Os dois se apresentaram muitas vezes juntos posteriormente, tanto em apresentações como em gravações. Em 1933, Horowitz casou-se com Wanda Toscanini, filha do regente Toscanini. Suas religiões diferentes não foram um problema (Wanda era católica, enquanto Horowitz era judeu), pois nenhum deles era devoto. Como Wanda não conhecia nada de russo e Horowitz conhecia muito pouco de italiano, sua linguagem de comunicação escolhida foi o francês. Tiveram uma filha, Sonia Toscanini Horowitz (1934-1975), que faleceu em consequência de uma overdose  de soníferos.
Apesar de ter se casado, vários  biógrafos se referem à possível homossexualidade de Horowitz. Arthur Rubinstein dizia que  "todo o mundo sabia e o aceitava como homossexual." Todavia o próprio  Horowitz não assumia essa condição. Nos anos 1940, o pianista iniciou um tratamento psiquiátrico, que teria sido uma tentativa de alterar sua orientação sexual. Nos anos 1960 e 1970, o pianista submeteu-se a eletrochoques, na tentativa de curar sua depressão. Posteriormente, o uso de antidepressivos também teria afetado seu desempenho como pianista.
Durante alguns períodos relativamente longos, manteve-se afastado de apresentações públicas (1936-1938, 1953-1965, 1969-1974, 1983-1985), e dizem que, por diversas vezes, teve que ser empurrado para entrar no palco. Depois de 1965, ele  deu poucos recitais solo.
Horowitz fez várias gravações, começando em 1928 na sua chegada aos Estados Unidos. Sua primeira gravação nos EUA foi feita pela RCA Victor. Por causa do impacto econômico da Grande Depressão, RCA Victor concordou em permitir que Horowitz gravasse para a HMV em Londres, lugar onde foi escolhido para que seu trabalho fosse divulgado.
A primeira gravação europeia de Horowitz aconteceu em 1930, e a obra escolhida foi de Rachmaninoff, o Concerto para piano n° 3, com a London Symphony Orchestra, sob regência de Albert Coates. Ao longo do ano de 1936, Horowitz fez inúmeras gravações solo de repertórios para piano para a HMV de Londres, incluindo a lendária Sonata para piano em si menor, de Liszt.
De 1940 a 1959, gravou para a RCA Victor. Durante esse período, ele fez sua segunda(a primeira data de 1928) gravação do Concerto para piano n° 1 de Tchaikovsky, sob regência de Toscanini. Em 1953, quando tinha acabado de se afastar dos palcos, Horowitz gravou, em sua casa, alguns discos lendários, incluindo obras de Alexander Scriabin e Muzio Clementi.
Em 1962, começou a gravar para a Columbia Records, e essas gravações são extremamente conceituadas. As mais famosas são o seu concerto no Carnegie Hall, em 1965, quando voltou do afastamento, e sua apresentação, em 1968, num programa televisivo, Horowitz na televisão, o qual foi transmitido pela CBS.
Em 1969, gravou a Kreisleriana, de Schumann. A gravação  ganhou o prêmio Prix Mondial du Disque.
Em 1975, Horowitz voltou para a RCA Victor e fez uma série de gravações ao vivo até 1982.

### Os últimos anos
Depois de outro breve isolamento de 1983 a 1985, Horowitz voltou a gravar e ocasionalmente fazer apresentações em concertos. Na época, Horowitz estava tocando piano sob a influência de medicamentos antidepressivos e os efeitos colaterais variavam desde lapsos de memória até a perda de controle físico.[carece de fontes?] Horowitz gravou para a Deutsche Grammophon a partir de 1985, e fez gravações em estúdio e ao vivo até 1989. Quatro documentários foram feitos nessa época, incluindo um programa televisivo em 20 de abril de 1986.
Em 1986, Horowitz retornou à União Soviética para fazer apresentações de concertos em Moscou e Leningrado. Na nova era da comunicação e conhecimento entre URSS e EUA, estes concertos foram vistos como eventos com algum significado político por trás. O concerto de Moscou, que foi televisionado, foi gravado em CD e intitulado de "Horowitz em Moscou", que foi sucesso de vendas por mais de um ano. Sua última viagem foi na Europa, na primavera de 1987; um vídeo gravado de um dos seus últimos recitais em público, "Horowitz em Viena", foi editado em 1991.
A última gravação de Horowitz foi feita quatro dias antes de sua morte, pelo selo Sony Classical.
Horowitz morreu em Nova York de ataque cardíaco e foi enterrado na tumba da família Toscanini, no Cemitério Monumental de Milão, Itália.

## Repertório e técnica
Horowitz é conhecido principalmente pelas suas performances do repertório Romântico. Além de se destacar por gravações lendárias, como do Etude Op. 8 n° 12 de Scriabin e da Balada n° 1 de Chopin, Horowitz é também aclamado pelas gravações do Concerto para Piano n° 3, de Rachmaninoff, do Concerto para Piano n° 1 de Tchaikovsky (com regência de seu sogro, Toscanini) e algumas das Rapsódias Húngaras, de Liszt, além de suas famosas transcrições. Ao lado desse repertório virtuosístico, Horowitz também recebeu reconhecimento por sua performance de obras mais intimistas, como as Cenas Infantis e a Kreisleriana de Schumann, as Mazurkas de Chopin e as sonatas de Domenico Scarlatti. Nos seus últimos anos de vida, suas gravações de compositores clássicos como Haydn, Mozart e Schubert alcançaram grande reconhecimento da crítica e do público.
A transcrição de Horowitz da Rapsódia Húngara n° 2 é uma das mais difíceis de todas as suas transcrições. A cadenza e a coda são espetaculares, e até hoje apenas Horowitz conseguiu conduzir e interpretar a obra com maestria. A interpretação da Rapsódia Húngara n° 6 que fascina as pessoas por causa de suas rápidas e brilhantes oitavas no final da obra. A gravação é um testamento da técnica de oitavas dobradas de Horowitz. A transcrição da Rapsódia Húngara  n° 13 foi a última de Horowitz sobre as rapsódias de Liszt. Existem gravações piratas (com baixa qualidade sonora) que atestam performances excepcionais dessa obra. A Rapsódia Húngara  n° 15 talvez seja a mais fascinante e original transcrição das rapsódias de Liszt. A peça é uma marca do estilo de Horowitz. Ele expõe ao público toda a sua gama técnica e sonora, o que é algo assustador e impressionante. Na transcrição da Rapsódia Húngara  n° 19, Horowitz procurou transcrever a obra com a mente de Liszt, tentando manter o estilo do compositor. É uma peça interessante de se ouvir. Depois de doze anos de afastamento dos concertos, Horowitz tornou-se mais focado na parte musical das transcrições do que na parte técnica, e isto se torna evidente na sua gravação desta rapsódia feita em 1962.
As outras transcrições de Horowitz incluem "Variações sobre o tema de Carmen", de Bizet e "The Stars and Stripes Forever" (marcha) de John Philip Sousa, eternas favoritas do público pela sua dificuldade técnica e pela sua sonoridade brilhante.
O estilo de Horowitz quase sempre envolvia uma extraordinária dinâmica, com um esmagador fortissimo seguidos por uma repentina delicadeza num pianíssimo. Horowitz era capaz de variar uma escala extraordinária da cor tonal do piano, e seu ataque tenso, preciso e emocionante era visível até mesmo nas suas interpretações em que a parte técnica exigia mais delicadeza do pianista (como as mazurkas de Chopin).
Horowitz dominava a técnica das oitavas como poucos. Ele podia tocar escalas precisas em oitavas extraordinariamente rápido.
Apesar das músicas excitantes, Horowitz mostrava-se muito tranqüilo em suas apresentações; ele raramente movia o corpo ou fazia expressões faciais durante os concertos, apenas demonstrava uma concentração intensa em seu rosto. Além disso, dificilmente ele erguia suas mãos além do teclado do piano.
O crítico de música do The New York Times, Harold C. Schonberg, contra-argumenta que tais detratores não eram familiares com as práticas performáticas do século XIX, a cuja tradição a abordagem de Horowitz se ligava.
Conquistou a admiração de grandes pianistas, como Maurizio Pollini, Murray Perahia, Martha Argerich e Nelson Freire. O próprio Rachmaninoff, ao ouvi-lo executar suas obras, mostrou grande admiração, afirmando que "ele as absorveu por inteiro". Já aos onze anos de idade, ao tocar para Scriabin, provocou entusiasmo no compositor. Horowitz estreou no Ocidente obras de grandes compositores russos, como Prokofiev e Kabalevsky, além de composições de Samuel Barber. Compositores vivos, cuja obra Horowitz executava (entre eles Rachmaninoff, Prokofiev e Poulenc), invariavelmente exaltavam sua interpretação, mesmo quando o pianista tomava liberdades sobre suas partituras.

## Prêmios
Grammy Award para Best Classical Performance - Instrumental Soloist or Soloists (com e sem orquestra):
- Vladimir Horowitz for Horowitz in Concert (Haydn, Schumann, Scriabin, Debussy, Mozart, Chopin) (1968)
- Vladimir Horowitz for Horowitz on Television (Chopin, Scriabin, Scarlatti, Horowitz) (1969)
- Vladimir Horowitz for Horowitz — The Studio Recordings, New York 1985 (1987)

Grammy Award para Best Instrumental Soloist(s) Performance (com orquestra):
- Carlo Maria Giulini (regente), Vladimir Horowitz & a Orquestra do Teatro La Scala, por Mozart: Piano Concerto  n° 23  (1989)
- Eugene Ormandy (regente), Vladimir Horowitz &  New York Philharmonic por Rachmaninoff: Concerto n° 3 em ré menor para piano (Horowitz Golden Jubilee) (1979)

Grammy Award para Best Instrumental Soloist Performance (sem orquestra):
- Vladimir Horowitz for Horowitz Plays Rachmaninoff (Etudes-Tableaux Piano Music; Sonatas) (1972)
- Vladimir Horowitz for Horowitz Plays Chopin (1973)
- Vladimir Horowitz for Horowitz Plays Scriabin (1974)
- Vladimir Horowitz for Horowitz Concerts 1975/76 (1977)
- Vladimir Horowitz for The Horowitz Concerts 1977/78 (1979)
- Vladimir Horowitz for The Horowitz Concerts 1978/79 (1980)
- Vladimir Horowitz for The Horowitz Concerts 1979/80 (1982)
- Vladimir Horowitz for Horowitz in Moscow (1988)
- Vladimir Horowitz for Horowitz — Discovered Treasures (Chopin, Liszt, Scarlatti, Scriabin, Clementi) (1993)
- Vladimir Horowitz for The Last Recording' (1991)

Grammy Award para Best Classical Album:
- Vladimir Horowitz for Columbia Records Presents Vladimir Horowitz
- Thomas Frost (producer) & Vladimir Horowitz for Horowitz at Carnegie Hall — An Historic Return (1966)
- Thomas Frost, Richard Killough (producers) & Vladimir Horowitz for Horowitz Plays Rachmaninoff (Etudes-Tableaux Piano Music; Sonatas) (1972)
- Thomas Frost (producer), Leonard Bernstein (conductor), Dietrich Fischer-Dieskau, Vladimir Horowitz, Yehudi Menuhin, Mstislav Rostropovich, Isaac Stern, Lyndon Woodside & the New York Philharmonic for Concert of the Century (1978)
- Thomas Frost (producer) & Vladimir Horowitz for Horowitz in Moscow (1988)
- Thomas Frost (producer) & Vladimir Horowitz for Horowitz — The Studio Recordings, New York 1985 (1987)

Grammy Lifetime Achievement Award, 1990
Grammy Award para Best Engineered Album, Classical:
- Fred Plaut (engineer) & Vladimir Horowitz for Horowitz at Carnegie Hall — An Historic Return (1966)
- Paul Goodman (engineer) & Vladimir Horowitz for Horowitz — The Studio Recordings, New York 1985 (1987)